# 20 Anos de Adoração
20 Anos de Adoração é um álbum ao vivo da banda brasileira Trazendo a Arca, lançado em junho de 2023 pela gravadora Uni Records. É o segundo trabalho comemorativo de 20 anos do grupo.

## Contexto
Em 2023, em comemoração aos 20 anos do Trazendo a Arca, a banda assinou um contrato com a gravadora Uni Records para o lançamento de projetos comemorativos. Como detentora da marca Toque no Altar, o grupo também mantém os direitos autorais dos álbuns lançados por seus integrantes entre 2003 a 2007 após o fim dos conflitos judiciais em 2010, o que permitiu lançar a coletânea Canções Inesquecíveis com o catálogo do Toque no Altar.

## Gravação
A banda chegou a anunciar que faria o lançamento de vários projetos comemorativos em relação aos 20 anos de carreira. Um deles seria 20 Anos de Adoração. Apesar de ter 6 faixas, número típico de EPs, o projeto ultrapassou 30 minutos de duração, o que o caracteriza como álbum. O trabalho traz cinco regravações de diferentes fases do grupo, incluindo uma versão de banda da música "Santo". O álbum também contou com as participações de Theo Rubia, Gabriel Guedes de Almeida e Eli Soares, e a inédita "Meu Maior Desejo". Sobre a música inédita, Luiz Arcanjo disse:

Meu irmão Henrique Arcanjo também é amigo do Geferson e foi ele quem nos apresentou e nos enviou a canção. Então, nós nos lembramos do nosso início e nos identificamos imediatamente com a canção. Queríamos fazer algo diferente e inédito e, quando ouvimos juntos esta canção, tivemos certeza de que era ela.
O álbum contou com produção musical e arranjos de Kleyton Martins, que já tinha trabalhado com o Trazendo a Arca no álbum Habito no Abrigo (2015).

## Lançamento
20 Anos de Adoração foi lançado em 21 de julho de 2023.

## Faixas
A seguir está a lista de faixas do disco 20 Anos de Adoração, segundo sua ficha técnica.
| N.º            | Título                                    | Compositor(es)                                 | Duração |  |
| 1.             | "Meu Maior Desejo" (part. Theo Rubia)     | Geferson Kleiton Bob Jonathan Juliana Oliveira | 4:16    |  |
| 2.             | "Santo" (part. Gabriel Guedes de Almeida) | Luiz Arcanjo                                   | 4:44    |  |
| 3.             | "Sobre as Águas"                          | Davi Sacer Arcanjo Ronald Fonseca              | 5:48    |  |
| 4.             | "Lembra Senhor" (part. Eli Soares)        | Deco Rodrigues Arcanjo Sacer                   | 4:48    |  |
| 5.             | "Serás Sempre Deus"                       | Arcanjo Rodrigues                              | 5:43    |  |
| 6.             | "Tua Graça Me Basta"                      | Arcanjo Sacer                                  | 6:59    |  |
| Duração total: | Duração total:                            | Duração total:                                 | 32:20   |  |